# Cronologia dei computer dal 1980 al 1989
Questa voce presenta una cronologia di eventi nella storia dei computer dal 1980 al 1989. Per una narrazione in prosa, si veda la voce Storia del computer.

## 1980
| Data         | Luogo       | Evento | Immagine |
| ------------ | ----------- | --- | -------- |
| Gennaio      | USA         | Hewlett-Packard completa il lavoro sul progetto Capricorn. Nasce così il modello HP-85, che verrà messo in vendita nel corso dell'anno. È dotato di un display CRT da 32 caratteri con schermo da 5", ha incorporata una piccola stampante, un registratore di cassette ed una tastiera. È venduto al prezzo di 3250 dollari. |          |
| Gennaio      | USA         | Digital Equipment annuncia il computer DEC Datasystem 408 con incorporati monitor e tastiera. Aveva inoltre un doppio floppy disk drive a doppia densità ed una stampante. Il prezzo era di 8995 dollari. |          |
| Febbraio     | Regno Unito | Entra in commercio il Sinclair ZX80; il suo BASIC assai evoluto e la facilità di utilizzo, ne fanno uno degli strumenti preferiti dai giovani programmatori europei. |          |
| Febbraio     | USA         | IBM introduce il microcomputer 5120, che è business-oriented. |          |
| Marzo        | Regno Unito | La Acorn mette in commercio il personal computer Atom in Inghilterra. Dotato della CPU6502A è venduto sia in kit di montaggio al prezzo di 120 sterline che già assemblato a 170 sterline. Sarà prodotto fino al 1983. |          |
| Aprile       | USA         | Data General annuncia il modello Eclipse MV/8000. Nome in codice Gallifrey Eagle. |          |
| Aprile       | USA         | Texas Instruments introduce una serie di periferiche per l'home computer TI 99/4. Sono il mini-floppy disk modello PHP-1850 e PHP-1850 da 90 kB. Sempre nello stesso anno sono presentate la stampante termica PHP-1900, l'interfaccia RS-232 modello PHP-1700 ed un modem a 300 baud. |          |
| 25 Aprile    | USA         | Viene fondata Activision da un gruppo di dipendenti della Atari formato da David Crane, Alan Miller, Bob Whitehead e Larry Kaplan. |          |
| Maggio       | USA         | Commodore introduce il modello di microcomputer CBM 4032. Era dotato di 32 KB di RAM e di uno schermo monocromatico da 12" a 80 colonne. |          |
| Maggio       | USA         | Commodore introduce il doppio floppy disk drive Commodore 8050 da 5¼". |          |
| 19 Maggio    | USA         | Apple introduce il modello Apple III alla National Computer Conference in Anaheim, California. L'Apple III impiega una CPU 6502A a 2 MHz, è dotato di 128 KB di RAM ed include un floppy disk drive da 5¼". I prezzi vanno da $4500 a $8000. |          |
| 22 Maggio    | USA         | Esce il videogioco Pac-Man. |          |
| Giugno       | USA         | Commodore annuncia al Summer CES il VIC-20. Dotato di 3,5 KB memoria RAM utilizzabili dall'utente, il VIC-20 è basato sulla CPU MOS Technology 6502. Molte riviste, contenenti il codice di varie utility e giochi, divengono subito disponibili. Come memoria di massa è disponibile sia un floppy disk drive da 5¼" che un registratore a cassette, il quale utilizza normali cassette audio. Divennero poi disponibili numerosi videogiochi, un plotter a colori che stampa su carta larga 6 in (152 mm) e una tavoletta grafica (la KoalaPad). Come monitor occorre utilizzare uno schermo TV. Il VIC-20 fu il primo computer a vendere un milione di unità. |          |
| Luglio       | USA         | Radio Shack introduce la stampante Daisy Wheel Printer II a $1960. |          |
| 31 Luglio    | USA         | Radio Shack introduce: il TRS-80 Model III con CPU Zilog Z80 con un prezzo da $700 a $2500; il TRS-80 Color Computer con CPU Motorola6809E che, dotato di 4KB di RAM è venduto ad un prezzo di $400; il TRS-80 Pocket Computer, un pocket computer con display a 24 caratteri, 1,9 KB di memoria programmabile ed un prezzo di $230. |          |
| 30 Settembre | USA         | Commodore annuncia il modello CBM 8032 con 96 KB di RAM. |          |
| ?            | USA         | La LAN Ethernet, sviluppata precedentemente da Robert Metcalfe alla Xerox, diviene uno standard. |          |
| ?            | USA         | Nasce la serie Commodore PET 4000 con memoria di 16 KB o 32 KB di RAM. |          |
| ?            | USA         | Intel annuncia la CPU a 32-bit Intel iAPX 432. Successivamente Intel produrrà la CPU Intel 80286 come passo tra l'Intel 8086 ed il 432. |          |
| ?            | USA         | Seagate Technology annuncia il primo hard disk Winchester da 5¼", è il modello ST-506. Ha una capacità di 5 MB e viene offerto al prezzo di 600 dollari. |          |
| ?            | USA         | Apple inizia il progetto Diana che diventerà l'Apple IIe. |          |

## 1981
| Data      | Luogo       | Evento | Immagine |
| --------- | ----------- | --- | -------- |
| Marzo     | Regno Unito | Clive Sinclair annuncia un computer minimalista ed economico, lo ZX81, che necessita di essere collegato a un ricevitore televisivo per essere usato.                        |          |
| 3 Aprile  | USA         | Osborne costruisce il primo computer portatile, l'Osborne 1, dove memoria, monitor video e processore sono montati in un solo box.                                           |          |
| 27 Aprile | USA         | Xerox introduce il sistema Xerox 8010 Star. È il primo sistema commerciale ad introdurre una interfaccia grafica a finestre con le icone, le cartelle ed il mouse.           |          |
| Giugno    | USA         | Al Summer CES di ChicagoTexas Instruments svela l'home computer TI-99/4A. Ha un prezzo suggerito di 525 dollari.                                                             |          |
| 12 Agosto | USA         | IBM annuncia l'IBM Personal Computer, chiamato anche modello 5150; erano offerti in opzione come sistemi operativi il PC-DOS in versione 1.0, il CP/M-86, o l'UCSD p-System. |          |
| Novembre  | Regno Unito | Viene lanciato il BBC Micro, che ha successo nelle scuole. |          |
| ?         | Mondo       | Chip prodotti in Giappone con 64 kilobits di memoria, catturano il mercato mondiale per quanto riguarda le memorie dei computer.                                             |          |
| ?         | USA         | Esce l'Hayes Smartmodem. |          |

## 1982
| Data        | Luogo        | Evento | Immagine |
| ----------- | ------------ | --- | -------- |
| 1 Febbraio  | USA          | Intel introduce la CPU Intel 80286 che opera ad una frequenza di 6 MHz. È dotato di un bus dati a 16 bit ed è composto da 134.000 transistor. Il prezzo è di 360 dollari. |          |
| Marzo       | ?            | Fortune Systems introduce il microcomputer Fortune Systems 32:16, il primo sistema dotato della CPU Motorola 68000. |          |
| 23 Aprile   | Regno Unito  | Esce il Sinclair ZX Spectrum, che avrebbe offerto ben 23.000 software a disposizione degli utenti. |          |
| Giugno      | Italia       | La Olivetti introduce il modello M20 dotato della CPU Zilog Z8001. Come sistema operativo adotta il PCOS e non è IBM compatibile. |          |
| Giugno      | USA          | Columbia Data Products annuncia, dopo soli dieci mesi dall'introduzione dell'IBM PC, il primo computer basato su quest'ultimo che può eseguire programmi progettati per la macchina IBM; tali copie sono soprannominate cloni o computer IBM-compatibili.                                                                   |          |
| Agosto      | USA          | Inizia la vendita al dettaglio del Commodore 64. |          |
| 1 Ottobre   | Mondo        | I riproduttori di CD vengono introdotti da CBS/Sony e Philips; il primo CD a essere immesso nel mercato è 52nd Street, un album del compositore-cantante Billy Joel. |          |
| Novembre    | USA          | Compaq annuncia il Compaq Portable, il primo computer portatile ad essere IBM compatibile. È dotato della CPU Intel 8088 a 4,77 MHz e di 128 kB di RAM. |          |
| 13 Dicembre | USA          | Alla conferenza stampa tenutasi a New York City Atari annuncia il modello 1200XL. Il prezzo atteso è inferiore a 1000 dollari. Sono presentate anche alcune periferiche, il registratore a cassette modello 1010, la stampante plotter modello 1020 e la stampante modello 1025. Le vendite inizieranno nel marzo del 1983. |          |
| ?           | USA          | Viene fondata la Thinking Machines Corporation, azienda che si dedicherà alla costruzione di computer a calcolo parallelo. |          |
| ?           | USA          | Viene introdotto il sistema di desktop publishing PostScript. |          |
| ?           | USA          | Steve Chen completa il Cray X-MP (extended multiprocessor), che consiste di due Cray-1 collegati in una architettura parallela; è tre volte più veloce del Cray-1. |          |
| ?           | Giappone     | Il Giappone inizia un programma finanziato dallo Stato per sviluppare computer di quinta generazione; sono basati sull'intelligenza artificiale e usano il linguaggio Prolog. |          |
| ?           | USA          | Il Time nomina il PC «personaggio dell'anno». |          |
| ?           | Giappone USA | Esce il computer Epson QX-10, primo computer giapponese venduto negli USA. |          |
| ?           | USA          | John Walker e Dan Drake fondano Autodesk. John Warnock e Charles Geschke fondano Adobe. |          |

## 1983
| Data       | Luogo       | Evento | Immagine |
| ---------- | ----------- | --- | -------- |
| 19 Gennaio | USA         | Apple annuncia il personal computer Apple Lisa. |          |
| 26 Gennaio | USA         | Esce Lotus 1-2-3, un programma che aggiunge elementi grafici come diagrammi a un foglio di calcolo. |          |
| 8 Marzo    | USA         | IBM annuncia il PC-XT, il primo personal computer con un hard disk interno e DOS 2.0. |          |
| Marzo      | USA         | Texas Instruments introduce il modello Compact Computer 40, detto anche CC-40. È alimentato da quattro batterie "AA" che gli consentono un'autonomia di 200 ore. |          |
| Giugno     | USA         | Atari introduce al Summer CES di Chicago i modelli di home computer 600XL e 800XL. Sono presentati anche i modelli 1400XL e 1450XLD che non raggiungeranno mai la produzione mentre i precedenti modelli 400, 800 e 1200XL smettono di essere prodotti. Tra le periferiche sono introdotte la stampante 1027, il modem 1030 ed il disk drive 1050. L'add-on CP/M modello 1060 ed il sistema di espansione 1090 non saranno invece messi in commercio. |          |
| ?          | Regno Unito | Inmos, una piccola azienda britannica, sviluppa il transputer, un computer parallelo dove vari processori lavorano simultaneamente su una parte di un problema, perciò velocizzando considerevolmente l'elaborazione. |          |
| ?          | USA         | Diviene operativo il primo sistema di telefonia cellulare statunitense (AMPS); infatti, entra nel mercato il primo telefono mobile, il Motorola DynaTAC 8000X, popolarmente conosciuto come "mattone" a causa delle dimensioni e della forma; costava $3995. Dal 1987 ci saranno 312 sistemi cellulari operativi in 205 città. |          |
| ?          | USA         | Fred Cohen conia l'espressione virus informatico per descrivere programmi che possono replicare se stessi in altri programmi; è anche il primo a scrivere una sorta di programma come parte di una propria ricerca sulla sicurezza informatica. |          |
| ?          | USA         | Microsoft pubblica la prima versione del programma di videoscrittura Word. |          |
| ?          | Italia      | Inizia la produzione del personal computer Olivetti M24, che riscuoterà un ottimo successo a livello mondiale. |          |

## 1984
| Data       | Luogo | Evento | Immagine |
| ---------- | ----- | --- | -------- |
| 24 Gennaio | USA   | Apple annuncia il Macintosh, un computer graphics-based che comprende icone, un mouse, e una interfaccia utente intuitiva derivata dal computer Lisa. Sarà commercializzato nello stesso anno. |          |
| ?          | USA   | Motorola introduce la versione 68020 della serie 68000 di microprocessori; ha una capacità di lettura ed elaborazione di 32-bit.                                                               |          |
| ?          | USA   | IBM introduce un chip da un megabit di RAM, con quattro volte la capacità di memoria dei chip precedenti.                                                                                      |          |
| ?          | USA   | IBM introduce l'IBM PC-AT (advanced technology). |          |

## 1985
| Data        | Luogo | Evento | Immagine |
| ----------- | ----- | --- | -------- |
| Luglio      | USA   | Esce il Commodore Amiga 1000. |          |
| Luglio      | USA   | L'Atari ST (più precisamente, il 520ST), inizia a essere largamente distribuito. |          |
| 20 Novembre | USA   | Microsoft pubblica Windows per l'IBM PC; questa interfaccia utente graphics-based permette all'operatore di un IBM-PC compatibile di usare un mouse e le icone per manovrare il computer, un metodo che era divenuto popolare con il computer Macintosh. |          |
| ?           | USA   | Masaki Togai e Hiroyuki Watanabe, ricercatori ai AT&T Bell Labs, sviluppano un chip logico che opera con la logica fuzzy. |          |
| ?           | USA   | Viene introdotta la LAN token ring di IBM, e permette agli utenti dei PC di condividere stampanti, file e informazioni dentro un edificio. Il network token ring diverrà in seguito lo standard IEEE 802.5.                                              |          |
| ?           | ?     | Arriva sul mercato il CD-ROM. |          |
| ?           | USA   | Microsoft pubblica Microsoft Excel. |          |

## 1986
| Data    | Luogo   | Evento | Immagine |
| ------- | ------- | --- | -------- |
| Gennaio | USA     | La Pixar nasce dalle ceneri della divisione degli effetti speciali digitali della Lucas Film, che viene venduta da Lucas a Steve Jobs, in quegli anni estromesso dalla direzione della Apple e alla ricerca di nuovi progetti nel mondo dei computer. |          |
| Giugno  | Francia | LISTSERV, la prima applicazione di gestione automatizzata delle mailing list, viene inventata da Eric Thomas. |          |
| ?       | USA     | Terry J. Sejnowski sviluppa una rete neurale capace di imparare a leggere un testo ad alta voce, senza conoscere alcuna regola di pronuncia. |          |
| ?       | USA     | Apple pubblica il Macintosh Plus. |          |

## 1987
| Data      | Luogo | Evento | Immagine |
| --------- | ----- | --- | -------- |
| ?         | USA   | IBM introduce una nuova generazione di personal computer, chiamata Personal System/2 (PS/2). Include un nuovo sistema operativo chiamato OS/2.                        |          |
| 8 Gennaio | USA   | Commodore presenta AMIGA 500 un home computer a 16bit che divenne molto popolare soprattutto in Europa. Molto apprezzato per le sue caratteristiche grafiche e sonore |          |
| ?         | USA   | Ha inizio lo sviluppo di Adobe Photoshop. |          |
| ?         | USA   | Microsoft pubblica Microsoft PowerPoint. |          |

## 1988
| Data       | Luogo  | Evento | Immagine |
| ---------- | ------ | --- | -------- |
| 18 Aprile  | USA    | Kai-Fu Lee, uno studente della Carnegie-Mellon University, dimostra che i sistemi digitali di riconoscimento vocale possono essere sviluppati in modo che rispondano correttamente, il più delle volte, a parole dette da chiunque; un "allenamento" della macchina finalizzato al riconoscimento di voci specifiche e dell'intonazione non è necessario. |          |
| 12 Ottobre | USA    | Steve Jobs annuncia il NeXT Computer System, un sistema graphics-based che include un disco di memoria da 256 MB e 8 MB di RAM. |          |
| Maggio     | Canada | Si svolge il primo incontro del gruppo MPEG, che era stato creato nello stesso anno da Leonardo Chiariglione di CSELT e dal prof. Hiroshi Yasuda. Tale gruppo realizzerà numerosi standard internazionali utilizzati per la trasmissione di contenuti multimediali, tra cui l'mp3. |          |
| ?          | USA    | I ricercatori di IBM introducono chip di memoria molto veloci, che possono recuperare un singolo bit di informazione in 2 × 10−8 di secondo. |          |
| ?          | USA    | Motorola lancia la sua serie di microprocessori RISC 88000 a 32 bit. |          |
| ?          | USA    | AT&T sviluppa un transistor che risponde al flusso di un solo elettrone. |          |
| ?          | Mondo  | AT&T getta il primo cavo a fibra ottica transatlantico, che è capace di trasmettere 40.000 chiamate. |          |
| ?          | USA    | La Apple e la Microsoft sono in guerra da anni su una quantità di questioni legate alla proprietà intellettuale e ai brevetti e, in particolare, per l'accusa rivolta dalla Apple alla Microsoft di aver rubato il look and feel dell'interfaccia grafica utente del Macintosh. In quest'anno, Apple intenta una causa per violazione di copyright nei confronti della Microsoft, per impedirle di utilizzare gli elementi della GUI nel sistema operativo Windows. Le discussioni legali dureranno cinque anni e la sentenza definitiva, del 1993, sarà a favore di Microsoft. |          |

## 1989
| Data  | Luogo    | Evento | Immagine |
| ----- | -------- | --- | -------- |
| Marzo | Svizzera | Tim Berners-Lee presenta al CERN l'idea del World Wide Web, e chiede agli alti dirigenti del CERN un finanziamento ufficiale. La "rete globale" nascerà l'anno successivo presso il CERN stesso. |          |
| ?     | USA      | Viene annunciata la suite di prodotti Microsoft Office, che include Microsoft Word, Microsoft Excel, e PowerPoint.                                                                               |          |
| ?     | USA      | Intel pubblica il microprocessore 80486, 50 volte più veloce del 4004, il primo microprocessore.                                                                                                 |          |

### Cronologie
- Cronologia dei computer fino al 1950
- Cronologia dei computer dal 1950 al 1979
- Cronologia dei computer dal 1990 al 1999
- Cronologia dei computer dal 2000 al 2009
- Cronologia dei computer dal 2010 al 2019